# Берингово море
Вижте пояснителната страница за други значения на Беринг.
Берингово море (на руски: Бе́рингово мо́ре) е периферно море на Тихия океан, разположено между Азия на запад и северозапад и Северна Америка на североизток и изток. На юг веригата на Алеутските и Командорските острови го отделят от Тихия океан, а на север чрез Беринговия проток се свързва с Чукотско море на Северния ледовит океан. Площ 2304 хил. km², средна дълбочина 1598 m (максимална – 4191 m), среден обем 3683 хил. km³. Дължина от запад на изток 2408 km, а от север на юг – 1632 km.

## Историческа справка
Откриването на Берингово море от европейците и първото плаване в неговите води е извършено през 1648 г. от руския първопроходец Семьон Дежньов, който навлиза в него от север и плава покрай северозападните му брегове. През 1728 и 1742 г. датският мореплавател на руска служба Витус Беринг извършва плаване, изследване и картиране на западните му брегове, а през 1778 г. английският мореплавател Джеймс Кук – източните му брегове. През втората половина на ХVІІІ в и първата половина на ХІХ век десетки мореплаватели, основно руски изследват и картират целите му брегове и острови и извършват задълбочени хидрографски изследвания.
На картите от ХVІІІ век морето се е назовавало Камчатско или Боброво. За първи път името Берингово море в чест на своя пръв изследовател е било предложено от френския географ Шарл Пиер дьо Фльорийо в началото на ХІХ век и е въведено в обращение през 1818 г. от руския мореплавател Василий Головнин, но въпреки това на „Новата географска пътна карта на Руската империя“ от 1833 г. то все още е обозначено като Боброво море. Чак в средата на ХІХ век името Берингово море се утвърждава на всички издадени след това карти.

## Географска характеристика

### Брегове, острови, реки
Бреговете на Берингово море са предимно високи, скалисти, силно разчленени, образуващи многочислени малки и големи заливи, най-големи от които са: Анадирски и Олюторски залив на запад, Бристълски и Нортън на изток. Островите разположени в него са с континентален произход. Най-големи са: Карагински, Сейт Лорънс, Нунивак, Свети Матвей и Прибилов. В Берингово море се вливат стотици реки най-големи от които са: Анадир, Великая, Канчалан, Апука на запад, Юкон, Кускоквим, Нушагак на изток.

### Релеф на дъното, геоложки строеж
Берингово море е едно от големите геосинклинални морета в света. В релефа на дъното ясно се открояват континенталния шелф заемащ 45% от площта му, континенталния склон, подводните хребети и дълбоководните падини (36,5% от площта). Континенталният шелф заема северните и североизточни части и характеризира се с равнинен релеф, усложнен от многочислени плитчини, котловини, „удавени долини“ и върхове на подводни каняони. Дънните наслаги са предимно теригенни (пясък, пясъчна тиня), а близо до брега – чакъли и камъни. Континенталния склон в по-голямата си част има значителен наклон (8 – 15°), разчленен е от подводни каньони и често усложнен от подводни стъпала. Южно от островите Прибилов е по полегат и широк. В Бристълски залив той е сложно разчленен от подводни долини, възвишения и падини, което се обяснява с интензивното тектонско надробяване в района. Дънните наслаги по континенталния склон са предимно теригенни (пъсъчна тиня), с многочислени излази на палеогенни и неогин-кватернерни седименти. В района на Бристълски залив има значително смесване с вулканогенни материали. Подводните хребети Ширшов на югозапад и Бауърс на юг представляват сводообразни издутини с вулканични форми. На хребета Бауърс са открити скали от диорити, което, наред с дъгообразната му форма го сближава с дъгата на Алеутските острови. Хребета Ширшов има сходен строеж с Олюторския хребет на континента и е изграден от кредни вулканогенни флишови скали. Двата подводни хребета разделят дълбоководната падина на Берингово море на 3 котловини: Алеутска, или Централна (максимална дълбочина 3782 m), Бауърс (4097 m) и Командорска (3597 m). Дъното на котловините представлява плоска абисална равнина, изградена на повърхността от диатомова тиня, а в близост до Алеутските острови – с примеси от вулканогенни материали. По геофизически данни мощността на наслояванията в дълбоководните котловини достига 2,5 km, а под тях заляга базалтов слой с дебелина около 6 km.

### Климат
Климатът над морето се формира под влияние на континенталната суша, близостта на полярния басейн на север и открития Тихи океан на юг и съответно развиващите се над тях центрове на атмосферни циркулации. В северните части климатът е арктичен и субарктичен, с изразени континентални черти, а в южната – умерен, морски. Зимата под влиянието на Алеутския минимум (налягане на въздуха 998 мбар) се развива активна циклонална циркулация, благодарение на която източната част на морето, където се пренася въздух от Тихия океан е значително по-топла от западната, намираща се под влиянието на студен арктичен въздух, който нахлува със зимния мусон. През този сезон често явление са щормовете, повторяемостта на които в отделни места достига до 47% месечно. Средната февруарска температура на въздуха се изменя от -23 °C на север до 0 °C, -4 °C на юг. През лятото Алеутският минимум изчезва и над морето господстват южните ветрове, които в западните части са като летен мусон. През този период щормовете са рядкост. Средната августовска температура на въздуха се изменя от 5 °C на север до 10 °C на юг. Облачността на север е 5 – 7 бала, а на юг – 7 – 8 бала годишно. Годишната сума на валежите варира от 200 – 400 mm на север до 1500 mm на юг.

## Хидроложки режим

### Морски течения, приливи
Хидроложкия режим на Берингово море се определя от климатичните условия, водообмена с Чукотско море и Тихия океан, континенталния приток на вода и топенето на ледовете. Повърхностните течения образуват кръговрат обратен на часовниковата стрелка, като по източната му периферия на север се движат топли води от Тихия океан – беринговският клон на топлото течение Куросио. Част от тези води навлизат през Беринговия проток в Чукотско море, а друга част се отклоняват на запад и по-нататък се движат на юг покрай азиатското крайбрежие, приемайки в себе си и студените води от Чукотско море. Този южен поток образува т.нар. Камчатско течение, чиито води се внасят в Тихия океан. Тази схема на теченията е подложена на значителни измения в зависимост от господстващите ветрове.
Приливите в Берингово море основно са обусловени от разпространението на приливните вълни от Тихия океан. В западните части (до 62° с.ш.) най-високите приливи са до 2,4 m (в залива Кръст до 3 m), а в източните части до 6,4 m в Бристолския залив.

### Температура на водата, соленост, ледови явления
Температурата на водата на повърхността през февруари само на юг и югозапад достига до 2 °C, а в останалите части е под -1 °C. През август температурата се повишава до 5 – 6 °C на север и 9 – 10 °C на юг.
Солеността на водата под влиянието на речните води и топенето на ледовете е значително по-ниска от тази в океаните и е 32 – 32,5‰. На юг достига до 33‰, а в крайбрежните райони намалява до 28 – 30‰. В подповърхностния слой температурата на водата в северните части -1,7 °C, а солеността до 33‰. В южните части на дълбочина до 150 m температурата е 1,7 °C, солеността 33,3‰ и повече, а в слоя от 700 до 800 m съответно 3,4 °C и над 34,2‰. На дъното температурата на водата е 1,6 °C, а солеността 34,6‰.
Голяма част от годината Берингово море е покрито с плаващи ледове, които на север започват да се образуват в края на септември и началото на октомври. През февруари и март почти цялото море е покрито с ледове, които покрай полуостров Камчатка под влияние на морските течения се изнасят в Тихия океан.

## Растителност, животински свят
В съответствие с различните хидроложки условия в северните му части са характерни арктическите форми, а в южните – бореалните. На юг обитават 240 видове риби, а на север – 60 вида. Морските бозайници са представени от морска котка, калан, тюлен, сив кит, кашалот и др. Стотици видове морски и прелетни птици, образуващи т.нар. „птичи базари“.

## Стопанско значение
Берингово море е обект на промишлен риболов, китолов и улов на морски зверове (тюлен, морска котка, калан). Транспортното му значение е ограничено поради отдалечеността му от международните морски транспотни коридори. Основни пристанища са: Анадир и Провидения в Русия, Ноум и Дътч Харбър в САЩ.

## Национален атлас на Русия
- Берингово море[3]